# حزب کمونیست شیلی
حزب کمونیست شیلی (Partido Comunista de Chile) حزبی کمونیست در کشور شیلی است.
این حزب در سال ۱۹۱۲ توسط لوئیس امیلیو رکابارن ایجاد شد. حزب کمونیست شیلی در انتخابات ۲۰۰۵ پارلمان این کشور شرکت کرد و ۵٫۱۳٪ آراء را به‌دست‌آورد ولی کرسی کسب نکرد.
رهبر کنونی این حزب گی یه رمو ته یر است.
نشریه حزب ال‌سیگلو (El Siglo) نام دارد و شاخه جوانان حزب به نام جوانان کمونیست (Juventudes Comunistas) نامیده می‌شود.